# パトリック・サボンギ
パトリック・サボンギ（Patrick Sabongui、1975年1月9日 - ）は、カナダの俳優。

## 出演作品
- GODZILLA ゴジラ（マーカス・ウォルツ）[1]
- ALMOST HUMAN/オールモスト・ヒューマン（キーティング医師）
- バイオ・インフェクション
- コバート・アフェア シーズン2
- リーガルに恋して シーズン1
- FRINGE/フリンジ シーズン2
- バトル・オブ・マジック　マーリンと魔法の神々
- スターゲイト：アトランティス シーズン5（カナーン）
- スターゲイト：アトランティス シーズン4
- RECON2020 -バイオ・モンスターズ侵略-
- THE FLASH/フラッシュ（デビッド・シン警部）
- Homeland（レダ・ハシーム）